# Petrus Stjernman
Petrus Olai Stjernman, född 29 mars 1642 i Uppsala, död 9 maj 1692 på Gotland, var en svensk hovpredikant och superintendent.

## Biografi
Petrus Stjernman var son till prosten i Torstuna pastorat, Olaus Nicolai och Anna Hontera, samt sonson till ärkebiskop Nicolaus Olai Bothniensis och Elisabet Andersdotter Grubb från Bureätten. Han började studera vid Uppsala universitet vid åtta års ålder, och enligt Jöran Jacob Thomaeus i Skandinaviens Kyrko-Häfder överträffade han då redan sina medstudenter i flit och insikt. Efter studierna följde en för någon i hans position sedvanlig utrikes resa och en magistergrad, varpå han anställdes som hovpredikant hos Karl XI.
I egenskap av hovpredikant följde Stjernman kungen i fält under skånska kriget, men tillfångatogs. Sedan han frigivits 1678 fick han efterträda sin far som pastor i Torstuna pastorat. 1685 utnämndes han istället till att efterträda sin systerdotters make, Haquin Spegel som superintendent för Gotland, till vilken tjänst även hörde att vara pastor för Visby pastorat, med Lärbro pastorat som prebende. I sistnämnda tjänst införde han bruket av svensk klädesdräkt och svenskt språk bland prästerna, samt standardiserade Gotlands liturgi, utbildning och kyrkotukt.
Stjernman ingick i den kommission som 1685 tog ställning till och reviderade förslaget till den nya kyrkoordningen som blev 1686 års kyrkolag. Han var riksdagsman 1680.
År 1676 gifte han sig med Ursula Jönsdotter Lilliestierna, som var änka efter hovpredikanten Block. Stjernman blev då styvfar till Magnus Gabriel von Block.